# Richard Ale
Richard Ale (15 de julio de 1970) es un deportista samoano que compitió en judo. Ganó una medalla de bronce en el Campeonato de Oceanía de Judo de 1998 en la categoría de –100 kg.

## Palmarés internacional
| Campeonato de Oceanía | Campeonato de Oceanía | Campeonato de Oceanía | Campeonato de Oceanía |
| Año                   | Lugar                 | Medalla               | Categoría             |
| --------------------- | --------------------- | --------------------- | --------------------- |
| 1998                  | Apia (Samoa)          | Medalla de bronce     | –100 kg               |